# Alique
Alique ist ein Ort und eine Gemeinde (municipio) mit 15 Einwohnern (Stand: 2024) im Zentrum der Provinz Guadalajara in der Autonomen Gemeinschaft Kastilien-La Mancha in Zentralspanien. 

## Lage und Klima
Alique liegt in einer Höhe von ca. 920 m in der Kulturlandschaft der Alcarria. Die Entfernung zur westlich gelegenen Provinzhauptstadt Guadalajara beträgt ca. 35 Kilometer (Fahrtstrecke). Das Klima ist gemäßigt bis warm; Regen (568 mm/Jahr) fällt übers Jahr verteilt.

## Bevölkerungsentwicklung
| Jahr      | 1970 | 1981 | 1991 | 2001 | 2011 | 2021 |
| Einwohner | 47   | 21   | 39   | 34   | 23   | 15   |

## Sehenswürdigkeiten
- Antoniuskirche